# Scytalopus chocoensis
Scytalopus chocoensis (лат.) — вид воробьиных птиц из семейства топаколовых (Rhinocryptidae). Подвидов не выделяют. Распространены в Панаме, Колумбии и Эквадоре. Ранее считался подвидом Scytalopus vicinior, но после исследований, проведённых в 1997 году, статус был повышен до видового.

## Описание
S. chocoensis — маленькая птица с длиной тела 11 см. Самцы весят от 19 до 22,5 г, а самки — от 17 до 20,1 г. У самцов макушка, затылок и мантия тёмно-серого цвета. Нижняя часть спины серого цвета с коричневым налётом, надхвостье тёмно-коричневое с тёмными полосами. Нижняя часть тела светло-серая, нижняя часть брюха красновато-коричневая с тёмными полосами. Радужная оболочка тёмно-коричневая, клюв чёрный. Окраска оперения самок сходная, но коричневый налёт распространяется на голову; горло светлее груди, нижняя часть брюха иногда с желтоватым оттенком. У молоди верхняя часть тускло-коричневая, надхвостье тёмно-коричневое, нижняя часть тела испещрена полосками.
Песня S. chocoensis — серия «p‘du, pi, pi, pi pi» продолжительностью 5—60 секунд; первые несколько нот часто звучат немного тише и произносятся в более быстром темпе. Позывка представляет собой серию коротких резких нот. 

## Биология
Биология практически не исследована. Питаются насекомыми, которых ловят на земле. Самка с развитыми гонадами была поймана в феврале; гнезда с птенцами были найдены в августе. Гнездо описывается как шар из корешков и мха диаметром 12 см, спрятанный в опавшей листве. Птенцов выкармливают оба родителя. 

## Распространение и места обитания
Известны две географически разделенные популяции S. chocoensis. Одна из популяций встречается в двух небольших районах на тихоокеанском склоне востока Панамы. Ареал другой популяции простирается узкой полосой от запада Колумбии до северо-запада Эквадора. Обитает в густом подлеске влажных первичных лесов, но наблюдался также на опушках лесов. В Панаме встречается на высоте от 1340 до 1465 м над уровнем моря, а в Колумбии и Эквадоре — от 250 до 1250 м.